# Eitan Livni

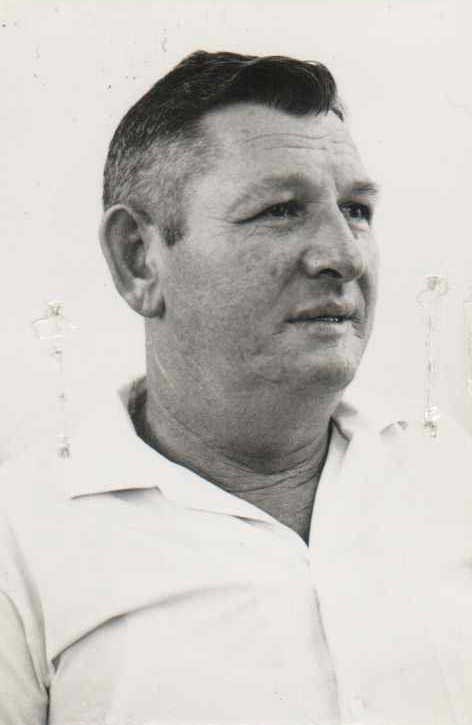
Eitan Livni

Yeruham "Eitan" Livni, född 1 april 1919 i Grodno i dåvarande Polen (i nuvarande Belarus), död 27 december 1991, var en israelisk politiker, tidigare militant sionist och ledande medlem av Irgun. Han företrädde den revisionistiska, mer nationalistiskt präglade sionismen.
Eitan Livni växte upp i Palestinamandatet dit hans familj flyttade 1925. Han anslöt sig till Irgun i 20-årsåldern och fick en ledande roll i upproret mot det brittiska styret som Irgun inledde i februari 1944.
Eitan Livni greps av britterna och dömdes 1946 till 15 års fängelse för terrorism. Han lyckades fly från fångenskapen 1947. Därefter sändes han till Europa för att organisera nya terroraktioner mot Storbritannien. När staten Israel bildades återvände Livni för att delta i kriget 1948.
Eitan Livni gjorde sedan politisk karriär och invaldes i Knesset 1973. Han representerade Likud.
Eitan Livni är far till Tzipi Livni.